# Huelga educativa general en España de 2012
La huelga educativa general del 22 de mayo de 2012 en España fue una huelga convocada para todas las etapas educativas —desde la enseñanza infantil hasta la universitaria— en defensa de la educación pública y en contra de las distintas reformas realizadas en el ámbito educativo durante los primeros meses de la legislatura del primer gobierno de Mariano Rajoy.

## La huelga
Convocada por los cinco sindicatos de la enseñanza (CCOO, ANPE, CSIF, STES y UGT), fue la primera vez que se realizaba una jornada de huelga educativa en toda España para todos los niveles de enseñanza.
Uno de los principales motivos de protesta era el Real decreto-ley 14/2012, de 20 de abril de 2012, de medidas urgentes de racionalización del gasto público en el ámbito educativo. Según el texto de este decreto-ley, se busca «adoptar medidas urgentes en el ámbito de la educación», «bajo los principios de eficiencia y austeridad», debido a una coyuntura en la que «se hace necesario mejorar [...] el uso de los recursos públicos». Sin embargo, la comunidad educativa calificó las medidas de la nueva norma como «la mayor agresión educativa de la historia de la democracia [en España]» y acusando al ministro de pretender el despido de entre 40 000 y 100 000 profesores en la enseñanza pública.
En la movilización también confluyeron los diferentes conflictos educativos que se desarrollan en diferentes comunidades autónomas, como Madrid, Castilla-La Mancha, Comunidad Valenciana y Galicia. Contó con un amplio respaldo del resto de la comunidad educativa: asociaciones de padres y de estudiantes.

### Las manifestaciones
En Madrid, la manifestación universitaria principal sale de Atocha a las 17:30 y se encaminó hacia Neptuno, donde se encontró con el resto de manifestantes (sindicatos, educación primaria y secundaria, etc.). Por la mañana, a las 12:00, también hubo una concentración en Ciudad Universitaria, en la que participaron estudiantes y personal docente y de servicios de la Universidad Complutense de Madrid y de la Universidad Politécnica de Madrid.